# Jüdischer Friedhof (Gau-Algesheim)

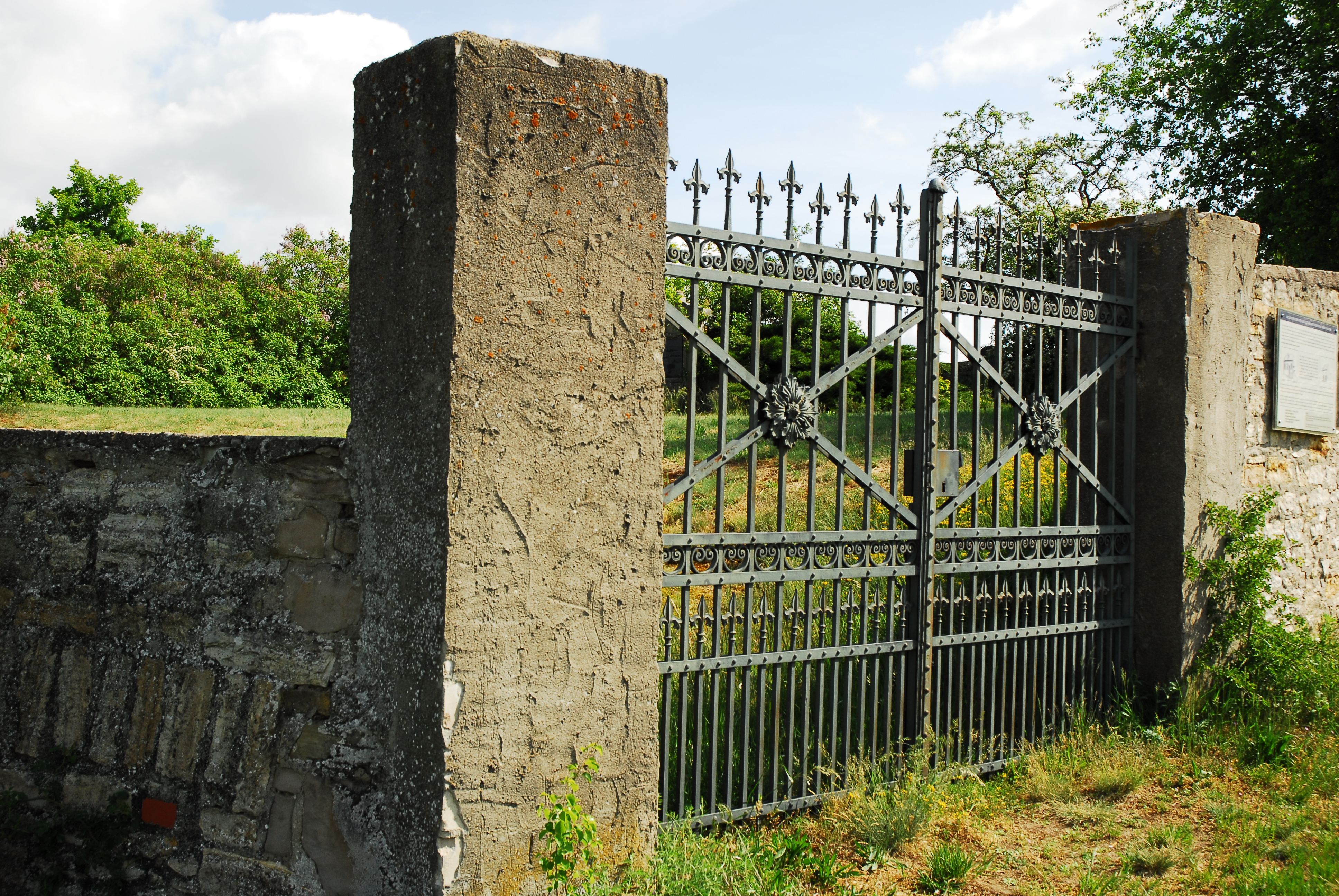
Eingang zum jüdischen Friedhof in Gau-Algesheim

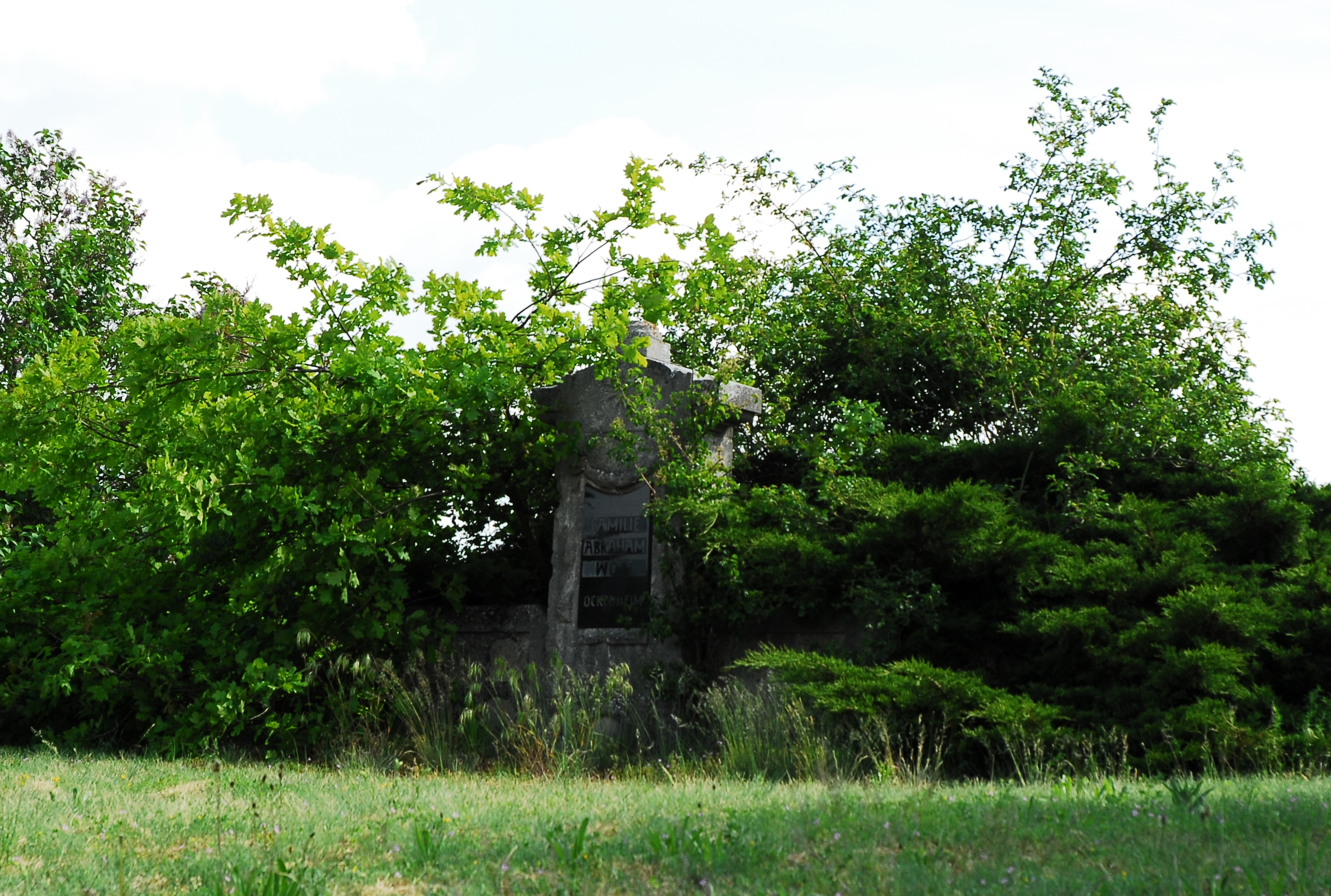
Grabstein

Der Jüdische Friedhof in Gau-Algesheim, einer Stadt im Landkreis Mainz-Bingen in Rheinland-Pfalz, wurde vermutlich Anfang des 19. Jahrhunderts angelegt. Der 10,47 Ar große jüdische Friedhof befindet sich nordöstlich der Stadt in der Flur Am Judensand.
Der Friedhof diente den jüdischen Gemeinden Gau-Algesheim und Ockenheim als Begräbnisstätte. Die letzte Beisetzung erfolgte im Jahr 1937 (Rosa Nathan geb. Marx). Über 30 Grabsteine von der ersten Hälfte des 19. bis ins frühe 20. Jahrhundert sind noch erhalten.

## Zeit des Nationalsozialismus
Während der Novemberpogrome 1938 wurde der Friedhof geschändet. Es wurden zahlreiche Grabsteine durch eine Gruppe von SA-Männern umgestürzt. 